# KAMP-FM
34°13′37″N 118°04′01″W / 34.227°N 118.067°W
KAMP-FM ( 97.1 FM )，品牌为"97.1 AMP"，是一家位于加州洛杉矶的调频广播电台。该电台由Entercom经营，节目以流行音乐为主。其演播室位于洛杉矶西部奇迹一英里附近，变送器位于威尔逊山，发射功率为21千瓦。

## 历史
该电台于1954年开播，最初呼号为KFMU。1997年被CBS电台收购，2009年改呼号为KAMP-FM。2017年2月2日，CBS電台宣布將與Entercom合併，2017年11月9日合併批准，11月17日完成合併。

## 外部連結
- 官方网站
- MP3 of flip to "Amp Radio" （页面存档备份，存于）
- Directional antenna pattern （页面存档备份，存于）